# Аудиовизуелни архив и центaр за дигитализацију САНУ
Аудиовизуелни архив и центaр за дигитализацију САНУ једна је од организационих  јединица Српске академије наука и уметности.
Аудиовизуелни архив и центар за дигитализацију САНУ (АВА САНУ) основан је 2017. године, а званично је отворен новембра 2018. године као посебна јединица САНУ. Први управник од оснивања до 2020. године био је Радослав Зеленовић. Ова јединица основана је са намером да се дигитализује српско културно наслеђе које се налази у САНУ, али и наслеђе које се налази у установама културе, различитим институцијама и власништву појединаца.
АВА САНУ се налази се у улици Вука Караџића 3 у простору на три нивоа који заузима око 800 м2. Дигитализација се обавља на девет активних радних станица, од којих се седам налази у улици Вука Караџића, једна у згради САНУ (Кнез Михаилова 35), док је једна радна станица налази у Одељељу АВА САНУ у Архиву у Сремским Карловцима. Поред простора у коме се обавља дигитализација, АВА САНУ располаже и пројекционом салом од 60 места.

## Сарадници АВА САНУ
Дигитализацију грађе обавља осам оператера који су прошли темељну шестомесечну обуку код Бранислава Војновића, стручног сaветника АВА САНУ, и у потпуности овладали руковањем сложеном и изузетно осетљивом опремом. ИТ инфраструктуру обезбеђују четири ИТ стручњака који су задужени не само за одржавање ИТ опреме и инфраструктуре, већ и за одржавање репозироријума у коме се складиште снимци у неколико формата. Управник АВА САНУ је академик Александар Костић.

## Опрема АВА САНУ
Опрема која се налази у АВА САНУ спада у врхунску опрему за дигитализацију различите врсте грађе, а посебно грађе од изузетне културне и историјске вредности, и може се поделити у две групе. У прву групу спада опрема којом се снимају историјски значајни и осетљиви документи (повеље, средњовековни рукописи, фотографије на стакленим плочама, старе и ретке књиге итд.). За ову врсту грађе користе се четири камере Phase One од 100 MP које се у свету сматрају најбољим камерама за дигитализацију културног наслеђа. Сваки снимак произведен оваквим камерама у TIFF формату износи око 700 МВ. Имајући у виду значај и стање у коме се ова врста грађе налази, њена дгитализација је унеколико спорија (око 600 снимака по радној станци на дан).
За дигитализацију грађе која није осетљива користи се посебна опрема на којој је дигитализација у великој мери аутоматизована и која може да сними до 2000 страна на сат (Scan Robot 2.0 MTS и Kodak Alaris). Тренутно се на овим уређајима дигитализују издања САНУ у последњих педесет година (Scan Robot 2.0 MTS) и листићи ономастичког корпуса Одбора за ономастику САНУ (Kodak Alaris).  Поред ове опреме, у употреби је и нешто спорији уређај Cobra A1 V-Scan. У посебним случајевима користе се три камере Canon EOS 5DS R 50 MР.
ИТ инфраструктура смештена је у сутерену и састоји се, између осталог, од два физичка сервера (Dell R640) који на себи имају осам виртуелних сервера, сториџа (Isilon A200) од 720TB raw формата, три физичка сервера (Super Мicro), уређај за више LTO трака (Tape library TL1000) и мрежну инфраструктуру подељену у четири сегмента (комуникациони, front end, back end и menagement), при чему је све у редунданти (дупликату).

## Начин снимања
Осетљива и историјски и културно вредна грађа снима се са посебном пажњом камерама Phase One од 100 MP. У стандарду АВА САНУ пре почетка снимања грађе увек се обавља снимање GT (Golden Thread) тест карте на основу које се проверава квалитет снимка. Снимак тест карте шаље се интернетом у Данску, где се у року од неколико минута добије процена квалитета снимка у оквиру FADGI (Federal Agencies Digital Gidelines Initiative) стандарда који укључује седам параметара процене са градацијом од четири степена (звездица) за сваки параметар. Снимању се приступа тек када се на свих седам параметара добије највиша оцена (четири звездице).
Осетљива грађа захтева не само посебну пратећу опрему, већ и посебне поступке приликом дигитализације којим се обезбеђује да се она не оштети, а истовремено да се приликом снимања са њом не дође у физички контакт.

## Пројекти
У АВА САНУ су у овом тренутку завршена два капитална пројекта – дигитализација Мирослављевог јеванђеља и дигитализација грађе везане за Српски народни покрет 1848/49 која се налази у Архиву у Сремским Карловцима и садржи око 7000 докумената и око 55.0000 страна (снимака). Поред ових, у току је још дванаест пројекта међу које спадају дигитализација свих издања САНУ, дигитализација Старе збирке Архива САНУ и Збирке старих и ретких књига Библиотеке САНУ, заоставштина Јосифа Панчића у Ботаничкој башти „Јевемовац“, заоставштине архитекте Николе Добровића и хистолoга Александра Ђ. Костића, као и низ других пројеката већег или мањег обима. По завршетку сваког пројекта АВА САНУ објављује краћу публикацију у којој су дати сви технички подаци дигитализације и комплетна документација везана за пројекат.
Тренутно се у репозиторијуму АВА САНУ налази око 1.500.000 снимака у неколико формата у зависности од врсте грађе (EIP, TIFF, JPG, PDF). На изворним фајловима (TIFF) нису дозвољене интервенције. Уколико су неопходне, оне се примењују на деривираним фајловима (JPG). У овом тренутку капацитет АВА САНУ износи око милион снимака годишње.

## Задаци
Главни задаци Аудиовизуелног архива и центра за дигитализацију САНУ су:
- Утврђивање стандарда дигитализације – који би се потом препоручили за примену у свим установама културе у Србији.
- Идентификовање, прикупљање и дигитализовање – наслеђа које до сада није идентификовано или се налази у различитим установама, архивима и приватним збиркама у Србији и у свету.
- Дигитализовање наслеђа на месту где се грађа налази – коју због старости, осетљивости и велике вредности није могуће померати са тог места.
- Стручна обрада и дигитализација – укупног културног, уметничког, научног и природног наслеђа Србије и српског народа које се налази/чува у другим институцијама.
- Дугорочно чување и представљање – дигиталних записа културног, уметничког и научног наслеђа које се чува у САНУ.

## Галерија
- Део ИТ инфраструктуре АВА САНУ
- Снимање Мирослављевог јеванђеља у Народном музеју у Београду
- Радна станица са камером Phase One iXG, 100MP, репростолом (Kaiser) и контролним монитором (iMAC, 27” RETINA 5К екран)